# The Pilgrim Lady
Pour plus de détails, voir Fiche technique et Distribution.
The Pilgrim Lady est une comédie policière américaine réalisée par Lesley Selander, sortie en 1947.

## Fiche technique
- Réalisation : Lesley Selander

## Distribution
- Lynne Roberts : Henrietta Rankin aka Iris Fabian
- Warren Douglas : Dennis Carter
- Alan Mowbray : Clifford Latimer
- Veda Ann Borg : Eve Standish
- Clarence Kolb : le professeur Rankin
- Helen Freeman : tante Phoebe
- Doris Merrick : Millicent Rankin
- Russell Hicks : Thackery Gibbs
- Ray Walker : Blackie Reynolds
- Charles Coleman : Noel
- Carlyle Blackwell Jr. : Wayne Talbot III
- Harry Cheshire : Dr. Bekins
- Dorothy Christy : Nell Brown
- Paul E. Burns : Oscar
- Tom Dugan : l'ouvrier
- Jack Rice : l'employé d'hôtel
- William 'Billy' Benedict : Bellboy
- William Haade : le chauffeur de taxi
- Bob Alden : Bellboy
- Lois Austin : Lizette
- Bobby Barber : l'exploitant d'ascenseur
- Mary Field : l'opérateur téléphonique
- Shirley Karnes : la secrétaire
- Donald Kerr : le serveur silencieux
- Max Linder : le portier d'hôtel
- Harold Miller : l'escorte
- Beverlee Mitchell : le type de Bacall
- John S. Roberts : l'exploitant d'ascenseur
- Robert J. Wilke : le portier